# سنگپوز

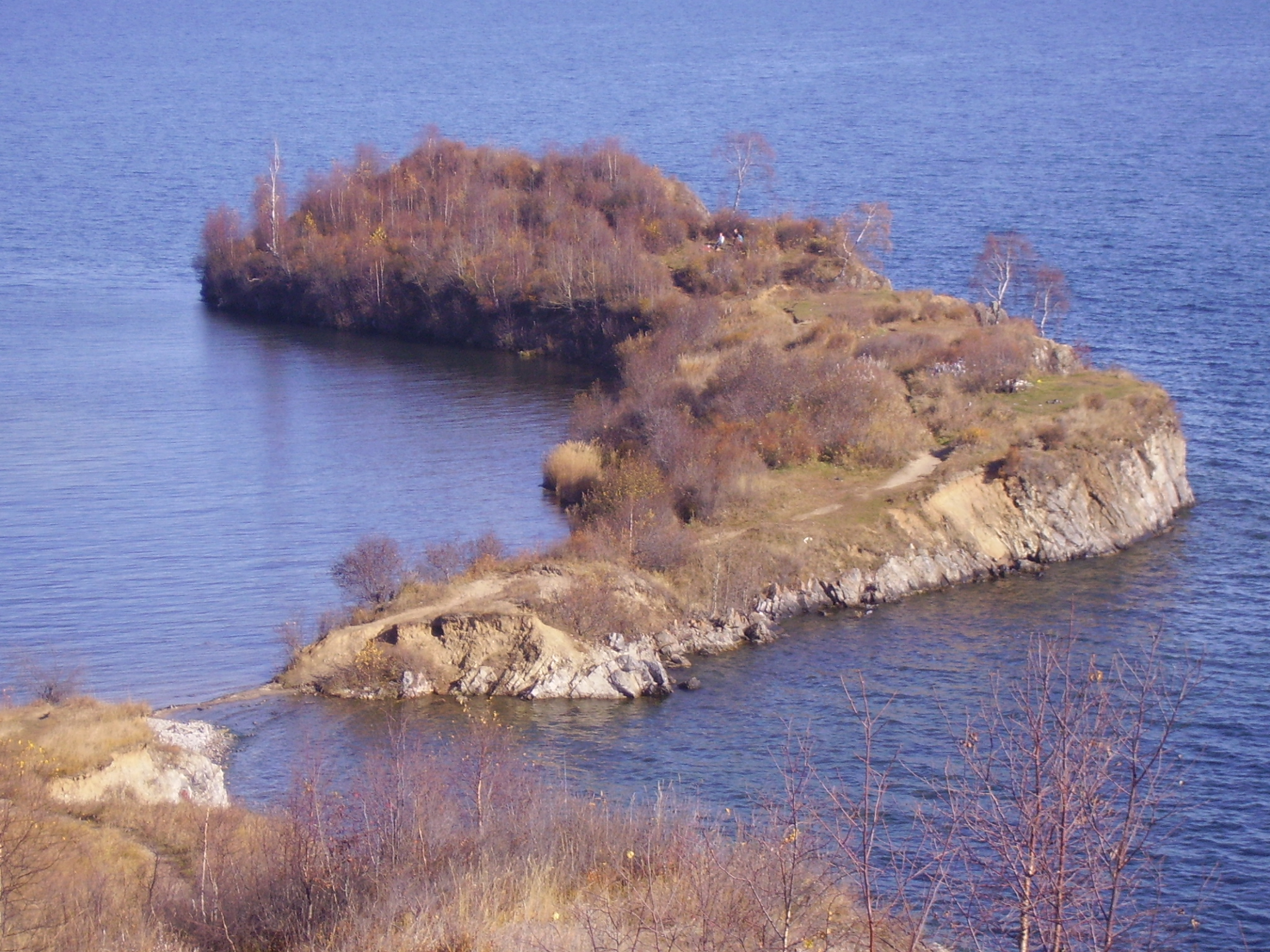
یک سنگپوز در دریاچه بایکال روسیه

سنگپوز عبارت است از بخشی از خشکی که در دریا، دریاچه، یا هر پدیدهٔ آبی دیگری پیش رفته باشد. بیشتر سنگپوزها از یک سنگ سخت تشکیل شده‌اند. که بخش‌های نرمتر در گذر زمان فرسایش یافته و فقط بخش‌های سخت‌تر باقی مانده است.
در طول تاریخ قلعه‌های زیادی بر روی دماغه‌ها ساخته شده‌اند، زیرا قابلیت دفاعی ذاتی دارند. دژهای دماغه ای در ایرلند نمونه‌هایی از این امر هستند. به همین ترتیب، شهر باستانی راس بار بالا در جنوب سومالی، که در قرون وسطی بخشی از قلمرو سلطنت آجوران بود، بر روی دماغه کوچکی ساخته شد.